# Pokrytié
 (juin 2017).
 (juin 2019).
Si vous disposez d'ouvrages ou d'articles de référence ou si vous connaissez des sites web de qualité traitant du thème abordé ici, merci de compléter l'article en donnant les références utiles à sa vérifiabilité et en les liant à la section « Notes et références ».
Le pokrytié ‹ ◌҇ › est un diacritique de l’alphabet cyrillique utilisé dans l’écriture du slavon d’église. Il a la forme d’un crochet allongé.